# Femmes dans la révolution haïtienne
Des femmes pendant la Révolution haïtienne (1791-1804) ont participé à différents échelons de la société au mouvement insurrectionnel qui a permis de renverser le pouvoir colonial français de l'île de Haïti, appelée alors Saint-Domingue. Malgré le rôle important qu'elles ont joué durant cette période, ces femmes ont rarement été incluses dans les récits historiques et littéraires des révoltes d'esclaves. Cependant, depuis les années 2000, des recherches universitaires approfondies leur ont été consacrées.

## Femmes esclaves à Saint-Domingue avant la Révolution
Dans la colonie française de Saint-Domingue, les femmes noires réduites en esclavage ont subi, outre les abus et les mauvais traitements réservés aux esclaves, des formes particulières de violence sexiste, telles que le viol par les propriétaires d'esclaves, et le fait d'être traitées comme des instruments de reproduction. Nombre de ces femmes ont eu recours au suicide.

## Rôle des femmes dans la révolution haitienne
Les révolutionnaires de Haïti avaient pour objectif de se libérer de l'esclavage, mais aussi de mettre fin à l'occupation française de l'île. Des femmes ont participé à la révolte selon des modalités très diverses.

### Organisation du travail
Des femmes esclaves employées comme ouvrières ont refusé d'effectuer des travaux mettant leur vie en danger. Par exemple, des femmes qui travaillaient de nuit dans une usine de canne à sucre ont protesté contre leurs conditions de travail, plus particulièrement contre les risques liés à l'utilisation de machines qui pouvaient provoquer des mutilations ou des morts, l'éclairage étant insuffisant.

### Vaudou
La pratique du vaudou a favorisé la Révolution haïtienne. Les esclavagisées qui se sont évadées des plantations, que l'on appelle « marronnes », ont pu reprendre leur rôle de pratiquantes du vaudou ; tant qu'elles étaient sous le contrôle des colons, elles pouvaient être châtiées pour avoir rejeté le catholicisme. 
Des communautés d'esclaves en fuite se tournent vers les vaudous mambos, ou prêtresses, qui les radicalisent et facilitent l'organisation d'un mouvement de libération. Les mambos vodou connaissaient généralement les remèdes à base de plantes ainsi que les poisons, utilisés pour tuer des propriétaires d'esclaves français et leurs familles pendant la Révolution. Idéologiquement, l'image de la prêtresse vaudou haïtienne a incité les insurgés à combattre le gouvernement colonial, non pas seulement dans un but politique d'émancipation collective, mais aussi dans une perspective spirituelle supérieure.
La mambo la plus célèbre de l'histoire révolutionnaire haïtienne est Cécile Fatiman. Née d'une femme esclave et d'un propriétaire d'esclaves, elle est connue pour avoir organisé une cérémonie vaudou réunissant des centaines d'esclaves rebelles la nuit qui a précédé la Révolution, les incitant par des chants et des danses rituels à se battre pour la liberté. Elle aurait vécu jusqu'à 112 ans, ne cessant jamais de pratiquer le vaudou. Une autre femme, Dédée Bazile, a un héritage similaire en tant que mystique de la révolution. Dédée n'est pas connue à strictement parler comme mambo ; elle est connue sous le nom de Défilée-la-folle ou Défilée la folle. Sa "folie" aurait été une conséquence du meurtre de ses parents par des soldats français ainsi que des violences sexuelles qu'elle a subies. Dédée a eu plusieurs enfants conçus à la suite de viols commis par son maître. Après l'assassinat du leader révolutionnaire Jean-Jacques Dessalines, elle aurait été chargée de rassembler les restes en décomposition de ce chef haïtien, de reconstituer son corps mutilé et de veiller à ce qu'il soit enterré dignement. Aujourd'hui, Dédée est saluée comme une icône de la Révolution haïtienne, un symbole de la « folie » de l'engagement du peuple haïtien, devenu souverain sur sa terre.

### Combat

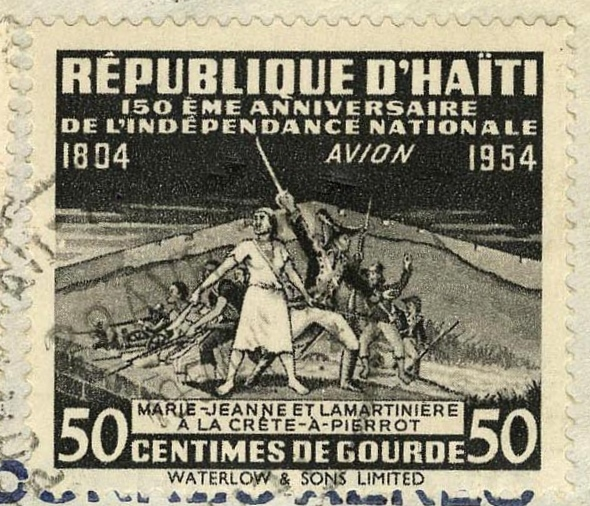
Timbre de 1954 commémorant le 150e anniversaire de l'indépendance d'Haïti, représentant Marie-Jeanne Lamartinière et son mari.

Les femmes ont également pris les armes et servi dans l'armée haïtienne anticoloniale à tous les niveaux de l'engagement militaire. Des spécialistes attribuent la participation généralisée des femmes au combat aux traditions ouest-africaines qui valorisent les femmes guerrières,. Certaines sont parvenues au sommet de la hiérarchie militaire ; Marie-Jeanne Lamartinière, par exemple, a servi dans l'armée de  Toussaint Louverture. Elle a dirigé les forces insurgées lors de la célèbre bataille de Crête-à-Pierrot. À partir de 1791-2, Romaine-la-Prophétesse et son épouse Marie Roze Adam menèrent un soulèvement de milliers d'esclaves et gouvernèrent deux principales villes du sud d'Haïti, Léogâne et Jacmel,,,. Romaine était assignée et souvent considérée comme un homme, mais s'habillait et se comportait comme une femme, ; elle était identifiée à l évidence comme une prophétesse, ; elle a dit qu'elle était possédée d'un esprit féminin,. Il est possible que Romaine-la-Prophétesse ait été transgenre,. Les chercheuses Mary Grace Albanese et Hourya Bentouhami comptent Romaine-la-Prophétesse parmi les femmes qui ont conduit la Révolution haïtienne,.
Des femmes ont aidé à porter des armes, des canons et des munitions. 

### Autres rôles
Certaines ont servi comme infirmières militaires, utilisant des plantes médicinales et des remèdes traditionnels pour soigner les rebelles dans des régions excentrées et sans ressources.
Des femmes ont travaillé comme espionnes, se faisant passer pour des travailleuses du sexe et des marchandes afin de délivrer des messages et d'obtenir des informations sur les Français. 
Certaines femmes auraient eu recours au sexe pour obtenir de l'argent, des armes, des renseignements militaires, un affranchissement ou pour obtenir grâce pour elles-mêmes ou pour leurs proches. Les forces militaires haïtiennes ont mis les corps de ces femmes au service de la Révolution, ce qui a renforcé l'exploitation patriarcale des femmes  déjà en place avant la Révolution.

## Femmes blanches

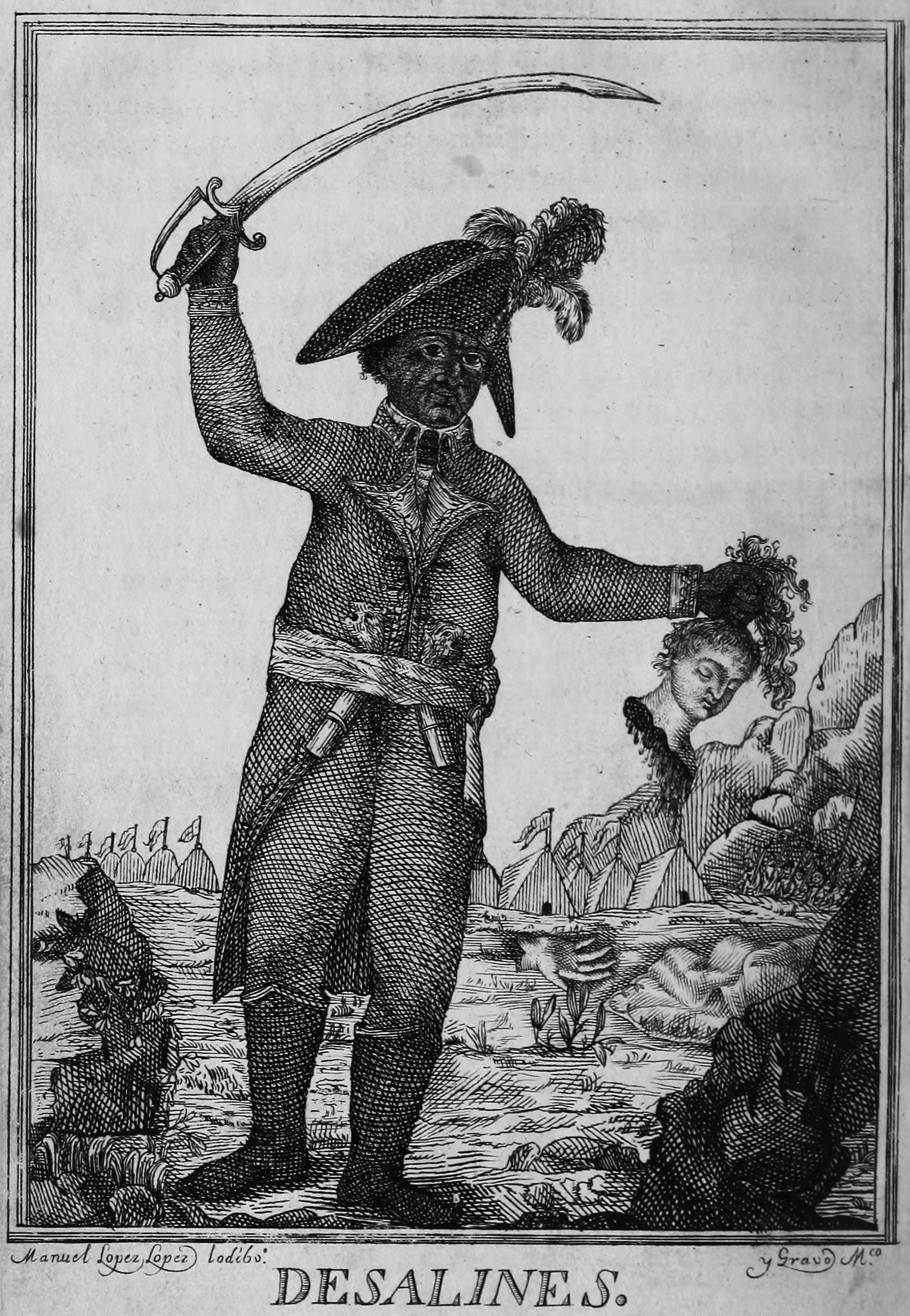
Une gravure de 1806 de Jean-Jacques Dessalines d'après une traduction espagnole d'une biographie française. Il représente le général, l'épée levée dans un bras, tandis que l'autre tient la tête coupée d'une femme blanche.

En 1804, le leader révolutionnaire Jean-Jacques Dessalines mena une campagne de massacres contre les Blancs. Parallèlement aux tueries, des pillages et des viols ont également eu lieu. Les femmes et les enfants étaient généralement tués en dernier. Les femmes blanches étaient "souvent violées ou contraintes à des mariages forcés sous menace de mort". Dessalines n'a pas spécifiquement mentionné que les femmes blanches devaient être tuées, et les soldats auraient été quelque peu hésitants à le faire. À la fin, cependant, les femmes ont également été mises à mort, bien qu'à un stade plus avancé du massacre que les hommes adultes. L'argument pour tuer les femmes était que les Blancs ne seraient pas vraiment éradiqués dans l'île si les femmes blanches étaient épargnées.

## Sanctions
En raison de la forte implication des femmes dans la Révolution haïtienne, les forces militaires coloniales françaises ont abandonné leurs projets d'instituer des punitions sexospécifiques. Lorsqu'elles ont été capturées, les femmes révolutionnaires ont été exécutées aux côtés des hommes, ne recevant qu'occasionnellement un traitement spécial sur la base de leur sexe. Sanité Bélair, par exemple, une affranchie noire qui a servi comme lieutenante dans l'armée de Toussaint Louverture, a été condamnée à mort après sa capture. Au moment de son exécution, elle a refusé d'avoir les yeux bandés par ses bourreaux et d'après des documents d'archives elle les a regardés dans les yeux en mourant.